# TT294
TT294 (Theban Tomb 294) è la sigla che identifica una delle Tombe dei Nobili ubicate nell'area della cosiddetta Necropoli Tebana, sulla sponda occidentale del Nilo dinanzi alla città di Luxor, in Egitto. Destinata a sepolture di nobili e funzionari connessi alle case regnanti, specie del Nuovo Regno, l'area venne sfruttata, come necropoli, fin dall'Antico Regno e, successivamente, sino al periodo Saitico (con la XXVI dinastia) e Tolemaico.

## Titolare
TT294 era la tomba di:
| Titolare                        | Titolo                                                              | Necropoli | Dinastia/Periodo                                                            | Note |
| ------------------------------- | ------------------------------------------------------------------- | --------- | --------------------------------------------------------------------------- | ---- |
| Amenhotep, poi usurpata da Roma | (Amenhotep) Supervisore ai Granai di Amon; (Roma) Prete wab di Amon | El-Khokha | (Amenhotep) XVIII dinastia (Amenhotep III); (Roma) inizi Periodo ramesside) |      |

## Biografia
Unica notizia biografica ricavabile, il nome della moglie di Roma: Hathor.

## La tomba
L'ingresso a TT294 si apre in un cortile da cui si accede anche alla TT253 e alla TT254. Con planimetria a "T" rovesciata tipica delle tombe del periodo, non venne ultimata, ma sono tuttavia presenti sulle pareti della sala trasversale alcune scene: offerenti dinanzi al defunto (forse Roma) e alla moglie (1); in altra scena Roma e la moglie dinanzi a due divinità non meglio identificabili nonché dinanzi a Osiride e Iside. Su altra parete (2), non ultimata, il defunto e la moglie (con un cane sotto la sedia) dinanzi a una tavola per offerte; nel passaggio che immette nella sala perpendicolare alla precedente, testi di offertorio riferiti ad Amenhotep.

### Annotazioni
1. ↑  La numerazione dei locali e delle pareti segue quella di Porter e Moss 1927, p. 334. La numerazione della TT294 è riportata in colore nero
2. ↑  La prima numerazione delle tombe, dalla numero 1 alla 252, risale al 1913 con l'edizione del "Topographical Catalogue of the Private Tombs of Thebes" di Alan Gardiner e Arthur Weigall. Le tombe erano numerate in ordine di scoperta e non geografico; ugualmente in ordine cronologico di scoperta sono le tombe dalla 253 in poi.
3. ↑  I campi della Duat, ovvero l'aldilà egizio, si trovavano, secondo le credenze, proprio sulla riva occidentale del grande fiume.
4. ↑  Nella sua epoca di utilizzo, l'area era nota come "Quella di fronte al suo Signore" (con riferimento alla riva orientale, dove si trovavano le strutture dei Palazzi di residenza dei re e i templi dei principali dei) o, più semplicemente, "Occidente di Tebe".
5. ↑  le Tombe dei Nobili, benché raggruppate in un'unica area, sono di fatto distribuite su più necropoli distinte.
6. ↑  Le note, sovente di inquadramento topografico della tomba, sono tratte, fino alla TT252, dal "Topographical Catalogue" di Gardiner e Weigall, ed. 1913 e fanno perciò riferimento alla situazione dell'epoca.
7. ↑  I preti "wab", ma anche "uab", o "uebu", appartenevano al basso clero ed erano incaricati della manutenzione degli strumenti del culto e degli oggetti comunque ad esso connessi. A loro competeva il lavacro, l'abbigliamento giornaliero della statua del dio presso cui operavano e il trasporto della stessa statua (generalmente su una barca sacra) durante le cerimonie. Erano gerarchicamente sottoposti a un "grande prete wab" cui competevano le operazioni giornaliere di culto della divinità.

### Fonti
1. ↑  Gardiner e Weigall 1913.
2. ↑  Donadoni 1999,  p. 115.
3. ↑  Porter e Moss 1927, p. 376.
4. 1 2  Porter e Moss 1927,  p. 376.